# Григорьев, Василий Васильевич
Васи́лий Васи́льевич Григо́рьев (1816—1881) — русский историк-востоковед, в течение почти шести лет занимавший пост главного цензора России; профессор Санкт-Петербургского университета; тайный советник.
Печатался под многими псевдонимами: Б. К.; Бабаджанов, Хаджа Салих; В. В. Г.; В. Г.; Ве-р-и-г, В.; Васильев, В.; Г-в, В.; Г-в, В. В.; Гр.; Гр., В. В.; Заклецкий; Изафети-Маклуб; Кассандра; Лама Галсан-Гомбоев; Льготный казак; Маклуб, Изафети; Мирза Мелик; Мухамед-Салих Бабаджанов; Рукавишников, С.; Рукавишников, Степан; Русский ориенталист; С. М…; С. Р.; Сахаров, Я.; Султан Мендали Пиралиев; Султан Миндали Пиралиев; Троицкий житель; Финляндский филолог Изафети Маклуб; Хаджа-Мухамед-Салих Бабаджанов.

## Биография
Родился 15 (27) марта 1816 года в семье дворянина Владимирской губернии. Получил первоначальное домашнее образование.
В 1834 году окончил отделение восточных языков историко-филологического факультета Санкт-Петербургского университета со степенью кандидата. Ещё во времена студенчества появились его первые публикации; за написанную им «Историю монголов» он «Всемилостиво был награждён золотыми часами».
Службу начал в учебном отделении восточных языков при министерстве иностранных дел; в 1836 году перешёл в Санкт-Петербургский университет преподавателем персидского языка. Разлад с О. И. Сенковским помешал ему получить кафедру в университете и вынудил его в 1838 году поступить исполняющим должность профессора восточных языков в одесский Ришельевский лицей. В «Записках одесского общества истории и древностей» он поместил несколько статей, из которых выделяется по методу исследования и по выводам «О куфических монетах VIII, IX, Х и отчасти VII и XI в., находимых в России и прибалтийских странах, как источниках для древнейшей отечественной истории». Статьи Григорьева по Востоку печатались и в других местных изданиях, особенно в «Одесском альманахе» и «Новороссийском календаре».
В 1842 году защитил в Московском университете диссертацию на степень магистра исторических наук: «О достоверности ярлыков, данных ханами Золотой Орды русскому духовенству». Вообще Григорьев выбирал такие восточные темы, которые имели близкое отношение к российской истории.
В 1844 году был причислен к министерству внутренних дел, переехал в Санкт-Петербург и в 1845 году стал помощником редактора журнала министерства Н. И. Надеждина; в июне 1846 года определён чиновником особых поручений в департамент духовных дел иностранных исповеданий министерства. В «Журнае Министерства внутренних дел» он помещал статьи самого разнообразного содержания; также он много работал в географическом и археологическом обществах. В компании с В. В. Дерикером  приобрёл у Ф. К. Дершау журнал «Финский вестник», который, переименованный в «Северное обозрение», скоро однако перестал издаваться.
В 1851 году переехал в Оренбургский край, где получил должность начальника пограничной экспедиции, где сосредоточивались дела по сношению с ханствами и управление киргизами. Это дало ему возможность написать несколько статей, посвященных Туркестанскому краю; из них выдающееся значение имеет «О некоторых событиях в Бухаре, Коканде и Кашгаре: записки мирзы Шемса Бухари», где сообщены интересные исторические сведения и впервые дан образчик таджикского наречия. Сильное негодование в литературном мире вызвала статья Григорьева о Грановском: «Т. Н. Грановский до его профессорства в Москве» («Русская беседа», 1856). Нападки, посыпавшиеся на Григорьева за эту статью — особенно со стороны Кавелина, — вынудили его на дополнительные разъяснения высказанных взглядов в двух статьях: «О значении народности» и «О воспитании в духе народности» («Молва», 1857). В других публицистических статьях старался выяснить российские задачи и интересы в Средней Азии, а также способы воздействия на неё. В Англии, проявлявшей особый интерес к действиям Российской империи в Туркестане, статьи Григорьева производили большое впечатление. Некоторые из них были переведены Скайлером на английский язык. В 1853 году участвовал в походе на Ак-Мечеть в качестве правителя походной канцелярии. В 1854—1862 годах был управляющим Областью Оренбургских Киргизов.
В 1856 году был удостоен академией наук большой золотой медали за составленный им разбор сочинения Небольсина «Очерки торговли России с Средней Азией».
Женился 8 февраля 1859 года на вдове майора Ольге Васильевне Маришек.
В 1862 году оставил службу в Оренбургском крае, 20 марта 1863 года вышел в отставку. но в том же году получил от Санкт-Петербургского университета степень доктора восточной словесности honoris causa и 9 декабря того же года стал ординарным профессором университетской кафедры истории Востока. В 1873 году был избран деканом восточного факультета. В декабре 1868 года  стал членом Совета министра внутренних дел и до 13 ноября 1870 годах был главным редактором газеты «Правительственный вестник».
Ко времени его преподавательской деятельности относятся его работы «Кабулистан и Кафиристан» (1867) и «Восточный Туркестан» (1869 и 1873), а также монография «О скифском народе саках» (1871).
В 1868 году Русское географическое общество наградило его золотой медалью за исследования в области исторической географии.
Был назначен на место скончавшегося в январе 1875 года М. Н. Лонгинова — начальником Главного управления по делам печати. В то же время трудился над устройством 3-го международного съезда ориенталистов, который состоялся в Петербурге в 1876 году и для которого Григорьев издал сборник своих первых статей под заглавием «Россия и Азия». В 1878 году оставил университет, а в 1880 году вышел в отставку. В «Журнале министерства народного просвещения» за 1881 год напечатан его труд «О походах Александра Великого в Западный Туркестан». Как публицист, близко стоял к учению славянофилов; как учёный, он обнаружил глубокое знание истории Востока, изучение которого, особенно среднеазиатского, далеко подвинуто им вперед. В трудах своих он всегда давал новое освещение затронутых вопросов.
Умер 19 (31) декабря 1881 года в Павловске. Был похоронен в Петербурге на Новодевичьем кладбище; могила утрачена.